# Sainthia
Sainthia là một thành phố và khu đô thị của quận Birbhum thuộc bang Tây Bengal, Ấn Độ.

## Địa lý
Sainthia có vị trí 23°57′B 87°40′Đ / 23,95°B 87,67°Đ Nó có độ cao trung bình là 53 mét (173 feet).

## Nhân khẩu
Theo điều tra dân số năm 2001 của Ấn Độ, Sainthia có dân số 39.244 người. Phái nam chiếm 51% tổng số dân và phái nữ chiếm 49%. Sainthia có tỷ lệ 66% biết đọc biết viết, cao hơn tỷ lệ trung bình toàn quốc là 59,5%: tỷ lệ cho phái nam là 73%, và tỷ lệ cho phái nữ là 59%. Tại Sainthia, 11% dân số nhỏ hơn 6 tuổi.